# Stazione di Manchester Piccadilly
Manchester Piccadilly (conosciuta anche come semplicemente Piccadilly) è la principale stazione ferroviaria di Manchester, in Inghilterra. Presenta collegamenti con le stazioni Londra Euston, Birmingham New Street, Cardiff Central, Edimburgo Waverley, Glasgow Centrale e altre varie nel nord dell'Inghilterra.